# Scopula ibericata
Scopula ibericata là một loài bướm đêm trong họ Geometridae.